# Lanugo fraternans
Lanugo fraternans är en stekelart som först beskrevs av Cameron 1885.  Lanugo fraternans ingår i släktet Lanugo och familjen brokparasitsteklar. Inga underarter finns listade i Catalogue of Life.